# Finitismus
In der Philosophie der Mathematik ist der Finitismus eine Form des  Konstruktivismus, nach der über ein mathematisches Objekt erst dann sinnvoll gesprochen werden kann, wenn es in einer endlichen (oder, in einer abgeschwächten Variante, abzählbar unendlichen) Anzahl von Schritten aus natürlichen Zahlen abgeleitet werden kann. Ein typischer Vertreter war Leopold Kronecker.
Noch strenger als der Finitismus ist der Ultrafinitismus (oder Ultraintuitionismus), wie er etwa von Alexander Jessenin-Wolpin vertreten wurde. Dieser fordert eine Konstruierbarkeit nicht nur in endlich vielen Schritten, sondern in einer physikalisch möglichen Anzahl von Schritten.